# Rok end roul
Rok end roul (znan tudi kot Rok end roul olstars bend) je peti studijski album slovenske rock skupine Buldožer, izdan leta 1981 pri založbi Helidon. Je mini LP. Je v glasbenem žanru rockabilly. Pri založbi Dallas Records je leta 2007 izšel ponatis.

## Seznam pesmi
Vse pesmi je napisala skupina Buldožer.
| Stran A | Stran A           | Stran A |
| Št.     | Naslov            | Dolžina |
| ------- | ----------------- | ------- |
| 1.      | „Šesnaest godina‟ | 2:25    |
| 2.      | „Mlad i vječan‟   | 2:25    |
| 3.      | „Odmah kaži da‟   | 5:10    |

| Stran B         | Stran B                | Stran B |
| Št.             | Naslov                 | Dolžina |
| --------------- | ---------------------- | ------- |
| 4.              | „Ja imam ritam‟        | 2:10    |
| 5.              | „Voli me – ne voli me‟ | 3:50    |
| 6.              | „Plesne cipele‟        | 2:30    |
| Skupna dolžina: | Skupna dolžina:        | 17:30   |

## Zasedba
Buldožer
- Boris Bele — glavni vokal, kitara, produkcija
- Janez Zmazek — kitara
- Dušan Vran — bobni
- Andrej Veble — bas kitara, spremljevalni vokali (kot "Andrej dr. Veble")
- Borut Činč — klaviature, koproducent, aranžmaji

Ostali
- Marjan Paternoster — fotografiranje
- Aco Razbornik — inženiring